# Oisu
 (janvier 2023).
Si vous disposez d'ouvrages ou d'articles de référence ou si vous connaissez des sites web de qualité traitant du thème abordé ici, merci de compléter l'article en donnant les références utiles à sa vérifiabilité et en les liant à la section « Notes et références ».
Ne doit pas être confondu avec Õisu.
Oisu (autrefois Oiso) est un petit bourg (alevik) estonien appartenant à la commune de Türi dans la région de Järva au centre du pays. Sa population comptait 410 habitants en 2006.

## Géographie
Oisu se trouve à 14 km au sud de Paide.

## Manoir
Le bourg est connu pour son manoir dont le domaine seigneurial est formé au XVIIe siècle. Le manoir actuel de style néoclassique date de 1851. Sa dernière propriétaire en 1919, date de l'expulsion des propriétaires terriens de leurs domaines par les lois de la nouvelle république estonienne, était la baronne Amalie Rausch von Traubenberg. Une partie des terres avait été vendue en 1912 à une banque russe. Dans les années 1960-1980, le manoir servait à l'administration du kolkhoze local, puis il a été transformé en centre culturel et en musée communal. Une partie du musée est consacrée à la vie de l'écrivain estonien Jaan Lintrop (1885-1962) et à la vie de l'homme politique Toivo Asmer, né en 1947.
Il est entouré d'un parc de trois hectares.